# Charaxes daria
Charaxes daria är en fjärilsart som beskrevs av Rothschild 1903. Charaxes daria ingår i släktet Charaxes och familjen praktfjärilar. Inga underarter finns listade i Catalogue of Life.